# 윌리암 갈라스
윌리암 에리크 갈라스(프랑스어: William Éric Gallas, 프랑스어 발음: [wiljam eʁik ɡalas]; 1977년 8월 17일~)는 전(前) 과들루프계 프랑스인 축구 선수로 주 포지션은 센터백이었고 좌우 풀백도 소화할 수 있었다.
1977년 아니에르쉬르센에서 태어나 프랑스에서 프로 경력을 시작했고, 2001년 첼시에 입단하며 프리미어리그 경력을 시작했다. 2006년 교환이적을 통해 아스널로 이적했고, 2010년 아스널의 라이벌 토트넘 홋스퍼에 입단했다. 2013년 프리미어리그를 떠나 A리그의 퍼스 글로리로 이적했고 2014년 선수 생활에서 은퇴했다.

## 클럽 경력

### 초기 경력
윌리암 갈라스는 클레르퐁텐에 있는 프랑스 축구 아카데미를 졸업하였다. 캉의 2부리그 팀에서 처음으로 프로 선수로서 뛰기 시작하였는데, 1996년에는 팀이 우승하는 데 공헌하였다. 곧이어 1997년, 그는 올랭피크 드 마르세유로 이적하였으며, 그곳에서 로베르 피레스 등과 함께 네 시즌을 뛰었다. 마르세유에서 뛰면서 챔피언스리그에 출전하기도 하였고, 2000년 챔피언스리그에서는 첼시 FC와 경기를 갖기도 하였다.

### 첼시 FC
첼시의 감독이었던 클라우디오 라니에리는, 2001년, 약 620만 파운드£를 지불하고는, 갈라스를 데려왔다. 윌리암 갈라스는 등번호 13을 선택하였는데, 마르세유에 살던 집의 우편번호에 13이라는 숫자가 들어갔기 때문이었다. 라니에리 감독 밑에서, 갈라스는 센터-백으로 뛰면서, 마르셀 드사이 등의 수비수와 호흡을 맞추었고, 나중에는 존 테리와 같이 뛰었다. 존 테리와 짝을 이루었을 때는, 16 경기 연속으로 단 한 점도 안 내준 적도 있었다. 그는 첼시에서 때때로 라이트-백으로 활약하였다. 윌리암 갈라스가 첼시에 있는 동안 첼시는 국제 리그에서 우승하기도 하였다.
윌리암 갈라스는, 라니에리 감독을 뒤를 이어 첼시의 감독이 된 조제 모리뉴 감독 하에서 뛰면서, 첼시의 2년 연속 프리미어리그 우승과 리그 컵 우승을 이끌어 냈다. 2004-05 시즌, 레프트-백 포지션이었던 웨인 브리지가 심한 부상을 당하자, 갈라스는 원래의 포지션에서 벗어난 포지션에서 뛰어야 하였다. 첼시가 아틀레틱 빌바오로부터 800만 파운드를 주고 아시에르 델 오르노를 데려오기는 하였지만, 갈라스는 종종 왼쪽 풀백으로 뛰어야만 하였다. 갈라스는 토트넘 홋스퍼 FC, 리버풀 FC, 맨체스터 유나이티드 FC 등과의 중요한 경기에서 득점을 올리기도 하였다. 토트넘과의 경기에서 그가 인저리타임 경과 3분 (93분)에 넣은 25-야드짜리 결승골은 "첼시 TV"가 선정한 "갈라스 선수의 최고의 순간"으로 기록되기도 하였다.
갈라스와 첼시와의 계약은 2007년 5월 종료될 예정이었다. 하지만 갈라스는, 금액에 만족하지 못하여, 첼시와의 새 연장계약을 거부하였다. 그는 이탈리아에서 뛰고 싶다는 생각을 밝혔다. 유벤투스 FC와 AC 밀란 등에 관심있다고 밝혔다. 첼시는 갈라스를 중요한 선수라고 보았기 때문에, 2006년 5월까지 그의 이적 요청에 응하지 않았다.
2006년 월드컵이 끝난 후, 갈라스는 첼시의 프리-시즌 미국 투어에 합류하는 것을 거부하였다. 월드컵 토너먼트 후 피로하다는 이유에서였다. 미국 투어에 합류하지 않은 벌로, 팀은 팀에 새로 합류한 미하엘 발라크에게 13번 등번호를 부여하였다. 이 사건은 첼시에서의 그의 장래에 대해 우려를 불러 일으켰다. 스탬퍼드 브리지에서 열린 클럽 멤버쉽 데이에서, 그에 대한 반응은 여러 가지로 갈렸다. 일부 팬들은 그에게 격려를 보냈고, 일부 팬들은 야유를 보냈다.
유럽 각지의 클럽들과 접촉이 있었다는 보도에도 불구하고, 갈라스가 잉글랜드 밖의 클럽으로 이적하는 일은 쉬이 성사되지 않을 것으로 관측되었다. 이탈리아 축구 스캔들 사건이 터졌던 시기였기 때문에, 유벤투스나 밀란으로부터 관심을 끌 수 없었다. 유일하게 그에게 관심을 보인 클럽은 잉글랜드의 아스널 FC였다. 첼시는 네덜란드 출신의 수비수 할리드 불라루즈와 계약을 하였고, 암묵적으로 갈라스 이적을 용인하였다.
2006년 9월 1일, 갈라스는 아스널로 이적하였다. 애슐리 콜이 첼시로 이적하는 거래에 낀 것이었다. 아스널은 합계 500만 파운드£를 받았다. 애슐리 콜-윌리암 갈라스 맞교환이 첼시의 경영진인 피터 케니언(Pter Kenyon)에 의해 강제되었다는 것과 라이벌 팀인 아스널 FC로의 이적이 성사되었다는 것에 대해, 주제 뮤리누 감독이 크게 화를 냈다고 언론이 보도하였다.
이적 후, 첼시는, 갈라스가 이적이 성사되지 않을 경우 경기에서 의도적으로 실수를 하여 자책골을 넣을 것이라고 협박하였다는 사실을 폭로하였다. 갈라스는 첼시의 주장을 부인하였다. 예전에 갈라스를 마르세유로부터 첼시로 데려왔던, 클라우디오 라니에리 감독은 다음과 같이 진술하였다. "나는 그러한 이야기를 믿을 수 없습니다. 신빙성이 없습니다. 저는 윌리암 갈라스와 계약을 했고, 윌리암 갈라스는 축구장에서만큼은 프로페셔널하게 일했습니다. 다만, 지난 2년간 무슨 일이 있었는지 자세히는 모르겠습니다." PFA 최고 경영자 고든 테일러는 이 에피소드가 "나쁜 인상을 남겼을 뿐"이며, 첼시측의 발언은 "많이 에누리"해서 들었어야 하였다고 말하였다. 

### 아스널 FC

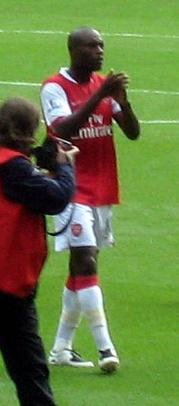
서포터즈에게 박수를 보내고 있는 갈라스.

윌리암 갈라스는 아스널 FC와 4년짜리 계약을 맺었다. 최근 은퇴한 데니스 베르흐캄프의 등번호 10번을 물려받았다. 2006년 아스널 공식 잡지에서의 인터뷰에서, 아스널의 감독 아르센 벵거는 보통 포워드가 달던 10번 등번호를 그에게 준 특별한 이유를 설명하였다:
"3번 등번호는 그에게 편하지가 않았습니다. 그래서 다른 남아있는 등번호들을 제시했습니다. 등번호 10번을 수비수에게 부여하는 것도 좋은 아이디어라고 생각했습니다. 왜냐하면, 그 번호를 스트라이커에게 물려줬으면 데니스 베르흐캄프와 비교되어 주눅들었을 것이기 때문이죠. 처음에는 데니스 베르흐캄프의 번호를 누군가에게 물려주는 것에 대해 주저했었습니다만 - 특히 수비수에게 말이죠 - 종합적으로 보아서 그렇게 하는 것이 좋다고 생각했습니다."
갈라스는 2006년 9월 9일 미들즈브러 FC와의 1-1로 비긴 홈 경기에서 레프트-백으로서 출장해, 첫 아스널 선수로 데뷔전을 치른다. 2006년 9월 23일에는 첫 골을 기록하였다. 2006년 11월 12일 리버풀 FC과 치른 경기에서도 한 골을 기록하였으며, 이 경기에서 아스널은 리버풀을 3-0으로 이겼다.
2007년 8월 9일 윌리암 갈라스는 부주장 콜로 투레, 지우베르투 시우바와 같이 짝을 이루어 팀 주장에 임명되었다. 아스널 주장으로서의 첫 경기는 2007년 8월 12일 풀럼 FC와의 경기였다. 아스널은 이 경기에서 2-1로 이겼다. 그러나 2008년 11월 21일 갈라스는 팀 분위기에 대해 공식적으로 불만을 토로하였다고 갈라스는 주장직에 박탈하게 되었다.
그는 "선수들이 주장인 나에게 와서 한 선수에 대한 불만을 이야기해 경기 도중에 그 선수에게 이야기 했더니, 그는 우리에게욕을 했다. 이러한 일이 어떻게 벌어질 수 있는지 이해가 되질 않는다. 그 선수가 누구인지는 직접 밝히지 않겠지만, 이러한 일을 밝히지 않으면 비판은 나에게만 집중된다”며 노골적으로 불만을 표출하였다. 사실을 밝힌 뒤, 동료들에게 욕을 한 선수가 자신보다 6살이 어리다고 밝히기까지 하였다. 아스널에서 갈라스보다 6살이 어린선수는 바카리 사냐, 임마누엘 에보우에, 로빈 반 페르시다. 잉글랜드 언론은 문제의 선수가 다혈질 성격을 지니고 있는 반 페르시일 가능성이 높다고 밝혔다 그러나 아르센 벵거 아스널 감독은 무엇보다 갈라스가 팀의 내부 문제를 공개적으로 폭로한 것에 격노한 것으로 알려졌다.
이에 대해 '스카이 스포츠'는 화가난 벵거 감독이 갈라스의 주장 자격을 박탈할 것으로 결정하였다고 보도하였다. 이어서 갈라스는 이 문제를 이유로 22일(현지시간) 열리는 맨체스터 시티와의 원정 경기를 위한 팀의 명단에서 제외 될 것으로 알려져 충격을 던져주고 있다.
과거 아스널에서 활약하며 현재까지 팬들로부터 '레전드'로 칭송받는 나이젤 윈터번은"충격적이다. 벵거 감독은 선수들을 존중하기로 유명한 감독인 만큼 갈라스의 주장직을 박탈하였다는 것은 갈라스에 대한 그의 실망을 여실히 보여준다. 아마도 갈라스는 머지않아 아스널을 떠나게 될 것이다"며 친정팀의 현상황에 대한 자신의 의견을 피력하였다.
한편, 갈라스로부터 주장직을 물려받아 새로운 주장이 된 선수는 세스크 파브레가스이다.

결국 그는 2010년 여름, 자유계약 신분으로 풀려나게 되었다.

### 토트넘 홋스퍼 FC
자유계약 신분으로 풀려난 그의 다음 행선지는 놀랍게도 아스널 FC의 라이벌인 토트넘 홋스퍼 FC이다. 그는 토트넘에서 3시즌 간 활약하하면서 61경기 1골을 기록했다.

### 퍼스 글로리 FC
오랫동안 잉글랜드 생활을 마무리한 후 갈라스는 오스트레일리아의 퍼스 글로리 FC로 이적하였다. 이 곳에서 갈라스는 1시즌 간 14경기 1골을 기록하였다.
이후 갈라스는 현역에서 은퇴한다고 밝혔다.

## 국가대표팀 경력
갈라스는 프랑스 U-18 대표팀이 유럽 챔피언십에서 우승할 때의 주역이었다. 그는 1997년 FIFA 세계 청소년 축구 선수권 대회에 참가한 프랑스 유소년 대표팀에서 뛰기도 하였다.
그는 과거 프랑스 축구 국가대표팀의 정규 멤버로 뛰었다. 2000년 10월 UEFA 유로 2004 예선에서 프랑스가 슬로베니아 축구 국가대표팀을 5-0으로 대파할 때 활약하였으며, 프랑스가 유로 2004 본선에 오르는 데 공헌을 하였다. 그는 프랑스에서 열린 2003년 FIFA 컨페더레이션스컵에서 프랑스가 우승하는 데 기여하였으며, 프랑스가 2006년 FIFA 월드컵 결승전까지 진출하는 데 힘이 되었다. 월드컵 종료 후, 그는 언론과의 인터뷰에서, 포르투갈 축구 국가대표팀을 매너 없다고 비판하였다. 프랑스가 포르투갈과 준결승전에서 만났을 때, 프랑스 대표팀은 포르투갈 선수들의 거칠고 매너 없는 플레이를 조심했어야 했다고 주장하였다.
2006년 9월 6일 프랑스 생드니에 위치한 스타드 드 프랑스에서 열린 이탈리아와의 UEFA 유로 2008 예선 홈 경기에서, 갈라스는 국제 경기 50경기 출장 기록을 달성하였다. 프랑스는 이 경기에서 3-1로 승리했다.

### 국제 경기 골 기록
| #  | 일자            | 장소                           | 상대팀                | 경기결과 | 승/패 | 종류     |
| -- | --------------- | ------------------------------ | --------------------- | -------- | ----- | -------- |
| 1. | 2005년 8월 17일 | 프랑스 몽펠리에                | 코트디부아르          | 3-0      | 승    | 친선경기 |
| 2. | 2006년 8월 16일 | 보스니아 헤르체고비나 사라예보 | 보스니아 헤르체고비나 | 2-1      | 승    | 친선경기 |

## 우승/수상 경력

### 캉 팀
- 르 샹피오나 리그 두 챔피언십 우승 - 르 샹피오나 리그 두 1995-96 시즌

### 첼시 팀
- 프리미어리그 우승 - 2004-05, 2005-06
- 풋볼 리그 컵 (칼링컵) - 2005
- 커뮤니티 쉴드 - 2005

### 아스널 팀
- 에미리트 컵 - 2007
- 암스테르담 토너먼트 - 2007